# Tom Johnson (Boxer)
Tom Johnson (* 15. Juli 1964 in Evansville, USA) ist ein ehemaliger US-amerikanischer Boxer im Federgewicht. Er wurde sowohl von Robert Mitchell als auch von Joey Fariello sowie von Vonzell Johnson trainiert.

## Profi
Er gewann seine ersten 20 Kämpfe, die meisten davon durch K. o. Gegen Manuel Medina kämpfte er am 26. Februar des Jahres 1993 um den Weltmeistertitel des Verbandes IBF und schlug ihn durch geteilte Punktrichterentscheidung (113:114, 115:112, 115:112). Diesen Gürtel verteidigte er insgesamt 11 Mal und verlor ihn im Februar 1997 in der Titelvereinigung gegen den WBO-Weltmeister Naseem Hamed durch technischen K. o. in der 8. Runde.